# 瓦爾迪姆島
瓦爾迪姆島是保加利亞的島嶼，位於斯維什托夫以東，長4.6公里、寬1.6公里，面積4.9平方公里，該島其中0.987平方公里的面積被劃入受保護濕地範圍。

## 外部連結
- Map including the island at the Bulgarian Society for the Protection of Birds website